# Ивлеева, Настя
Анастаси́я Вячесла́вовна (На́стя) Ивле́ева (в первом замужестве Узеню́к; род. 8 марта 1991, Разметелево, Ленинградская область) — российская телеведущая, киноактриса и видеоблогер. Наиболее известна как Instagram-блогер, а также как ведущая телепередачи «Орёл и решка» на телеканале «Пятница!».
В декабре 2023 года Ивлеева организовала «голую» вечеринку, вызвавшую широкий резонанс в российском обществе.

## Биография
Родилась 8 марта 1991 года в Ленинградской области в деревне Разметелево. После окончания школы поступила в Санкт-Петербургский государственный университет на факультет рекламы и связей с общественностью. Некоторое время работала мастером по маникюру и хостес в развлекательных заведениях.
В 2015 году переехала в Москву, устроилась менеджером в автомобильный салон и поступила в школу телевидения Ольги Спиркиной «Останкино ТВ».
В 2013 году она завела блог в Instagram. Позже Ивлеева сняла своё первое юмористическое короткое видео. По состоянию на 1 мая 2024 года на её основной блог _agentgirl_ в Инстаграме подписано 17,9 миллионов человек. Количество подписчиков второго блога, nastyaivleeva, на тот же момент — 7,7 млн. Её профиль в TikTok насчитывает 7,3 млн подписчиков. На персональный Youtube-канал Насти Ивлеевой на 1 мая 2024 года подписано 4,64 миллиона пользователей. Основа контента канала — блоги о жизни и путешествиях Насти, проекты AGENTSHOW, созданный в 2018 году, и «З.Б.С. ШОУ» («Звезды. Бабки. Ставки»), первое видео которого вышло летом 2020 года.

## Карьера

### Работа на телевидении
Осенью 2016 года Ивлеева, блогер Эльдар Джарахов и ведущий интернет-шоу «This is Хорошо» Стас Давыдов стали ведущими реалити-шоу «Можно всё» на телеканале «Ю».
Весной 2017 года Ивлеева стала ведущей телепрограммы «Орёл и решка. Перезагрузка» на телеканалах «Пятница!», принадлежащего российскому медиахолдингу «Газпром-медиа», и «Интер». Её соведущим стал украинский диджей и шоумен Антон Птушкин. По словам Ивлеевой, именно популярность в Инстаграме помогла ей попасть на телевидение. Работа над «Орлом и решкой. Перезагрузка» закончилась в конце 2018 года, и Настя Ивлеева заявила о своём уходе из шоу.
В конце сентября 2017 года Ивлеева вместе с Идой Галич вели трансляцию с красной дорожки 5-й церемонии вручения Реальной премии MusicBox-2017.
В 2018 году была соведущей музыкальной премии МУЗ-ТВ вместо взявшей паузу Леры Кудрявцевой. Также была ведущей премии «Высшая лига» Нового радио.
В 2019 году Ивлеева вернулась в программу «Орёл и решка»: был показан сезон под названием «Ивлеева VS Бедняков» с Андреем Бедняковым, украинским актёром и телеведущим. После этой серии программ снова стала ведущей телешоу летом 2020 года, о чём объявила в своём Инстаграм-аккаунте. Это произошло после того, как под записью в аккаунте телеканала «Пятница!» набралось 690 тысяч комментариев с просьбой вернуть Ивлееву в проект.
В феврале 2019 года на канале «Пятница!» состоялась премьера ситкома «Туристическая полиция», в котором Настя Ивлеева сыграла главную роль. Её коллегами по съёмочной площадке стали актёры Михаил Башкатов, Сергей Пиоро и Александр Ляпин.
В 2019 году телеведущая и блогер получила две награды индустриальной телевизионной премии ТЭФИ: «Лучший ведущий развлекательного шоу прайм-тайма» и «Лучшее развлекательное ток-шоу прайм-тайма». Вторую статуэтку Ивлеевой вручили за программу «Агент-шоу», которое идёт в эфире канала «Пятница!». Тогда программа обошла в номинации шоу «Секрет на миллион» (НТВ) и «Сегодня вечером» («Первый канал»). «Агент-шоу», телевизионная версия проекта AGENTSHOW, начала транслироваться на канале «Пятница!» в феврале 2019 года.
В июне 2021 года Настя Ивлеева стала ведущей музыкальной премии МУЗ-ТВ 2021 вместе с журналисткой Ксенией Собчак, актёрами Александром Реввой и Дмитрием Нагиевым.
В 2022 году Настя Ивлеева стала ведущей нового шоу «Трэвел-баттл» вместе с Instagram-блогером Романом Каграмановым на телеканале «Пятница!».
В ноябре 2022 года Настя Ивлеева стала участницей шоу «Сердце Ивлеевой» на телеканале «Пятница!». Ведущий — Роман Каграманов.
19 ноября 2022 года в онлайн-кинотеатре «Кинопоиск» вышел сериал «Монастырь» с Ивлеевой в главной роли. Ивлеева исполнила роль столичной тусовщицы Маши, которая по жизненным обстоятельствам вынуждена скрываться в мужском монастыре. Партнёр по фильму, актёр Филипп Янковский, исполнил роль отца Варсонофия. После выхода сериала Ивлеева заявила, что намерена продолжить актёрскую карьеру.

### Сотрудничество с брендами и публикации в медиа
В 2016 году стала героиней съёмки журнала Maxim. 21 августа 2018 года вышло интервью журналиста Юрия Дудя с Ивлеевой.
В сентябре 2018 года Настя Ивлеева стала героиней обложки журнала Cosmopolitan, в июне 2019 года — российской версии журнала Glamour, а в марте 2021 года — российской версии журнала Playboy.
В 2020 году Настя Ивлеева стала главной героиней выпуска постоянной рубрики «33 вопроса» на YouTube-канале «Vogue Россия».
Во время карантина, вызванного пандемией COVID-19, Настя Ивлеева запустила серию ежедневных прямых трансляций в Инстаграме со знаменитыми приглашёнными соведущими. В мае 2020 года компания Instagram огласила список аккаунтов, получивших максимальное число зрителей во время выхода прямых эфиров. В списке самых востребованных аккаунтов в апреле оказалась и Настя Ивлеева.
Также во время карантина Настя Ивлеева запустила благотворительный проект по поддержке малого и среднего бизнеса «ББЖ» (Бизнес Будет Жить). Также в связи с пандемией телеведущая пожертвовала 1,5 миллиона рублей благотворительным фондам. Часть средств также было переведено профсоюзу «Альянс врачей», который обеспечивает средствами защиты медработников.

### Съёмки в музыкальных видео
В 2016 году вышел клип Арсения Бородина на песню «Родная», в котором Ивлеева приняла участие. В 2017 снялась также в клипе группы HammAli & Navai на песню «Хочешь, я к тебе приеду» и в клипе Олега Майами «Если ты со мной». В 2018 году снималась в клипе Иды Галич «Дима», в вертикальном клипе Елены Темниковой «Не модные» и в клипе Димы Билана «Пьяная любовь». В мае 2018 года снялась для обложки сингла Элджея «360°».

### «Голая» вечеринка
21 декабря 2023 года общественные движения «Сорок сороков» и «Зов народа» обратились в прокуратуру с требованием проверить московский клуб «Мутабор» на пропаганду ЛГБТ из-за вечеринки Ивлеевой с дресс-кодом в стиле «almost naked» («почти голые»). Также с требованием проверить клуб выступила глава «Лиги безопасного интернета» Екатерина Мизулина. Вечеринка прошла 20 декабря, среди её гостей были Ксения Собчак, Филипп Киркоров, Дима Билан, Джиган, Алёна Водонаева, Лолита Милявская и другие. Цены на билеты на открытую часть мероприятия достигали миллиона рублей. В соцсетях разошлись фото и видео с вечеринки. Критику вызвали как концепция мероприятия, так и костюм одного из гостей, состоявший лишь из носка, натянутого на пенис. 22 декабря 2023 года полиция в рамках проводимой проверки изъяла записи с камер наблюдения в клубе «Мутабор». 22 декабря рэпер Vacio, пришедший на вечеринку «в одном носке», был арестован на пятнадцать суток и оштрафован на 200 тысяч рублей. Столкнувшись с массовой критикой, 24 декабря Ивлеева принесла публичные извинения за возмутившее общество неуместное эпатирующее мероприятие и обещала передать все вырученные средства на благотворительность. С публичными извинениями выступили и другие знаменитые участники резонансной вечеринки. С Ивлеевой разорвали контракты телекоммуникационная компания МТС и банк Тинькофф, против неё подан коллективный иск на 1 миллиард рублей.
Позже стало известно, что Ивлеевой может грозить уголовное преследование за уклонение от уплаты налогов в особо крупном размере. Сумма задолженности — 137 миллионов рублей.

## Личная жизнь
После переезда в Москву начала встречаться с солистом группы «Челси» Арсением Бородиным. Их знакомство произошло ещё в 2011 году в Санкт-Петербурге. В октябре 2017 года пара рассталась.
13 июня 2018 года Ивлеева объявила, что встречается с музыкантом Алексеем Узенюком, более известным как Элджей. 5 сентября 2019 года стало известно об их свадьбе. 9 июля 2021 года пара объявила о расставании.
В декабре 2024 года стало известно, что Ивлеева вышла замуж за предпринимателя в сфере сельского хозяйства Филиппа Бегака, который является внуком советского писателя Юлиана Семёнова и правнуком советской писательницы, поэтессы и переводчицы, Натальи Кончаловской.

## Общественная позиция
В 2017 году Ивлеева посетила аннексированный Россией Крым, из-за чего в 2019 году ей был закрыт въезд на Украину сроком на три года в связи с нарушением украинского законодательства.
В 2020 году, после отравления политика Алексея Навального химическим оружием, Настя Ивлеева опубликовала пост в его поддержку, пожелав ему поскорее поправиться.
В марте 2022 года осудила вторжение России на Украину и призвала российские власти прекратить боевые действия. В 2024 году Тверской районный суд признал Анастасию Ивлееву виновной по статье о дискредитации российской армии, назначив ей штраф в размере 50 тыс. руб. из-за антивоенных публикаций от 2022 года, в которой она называла себя пацифистом и призывала российские власти «остановить гибель людей». Позднее Ивлеева удалила все посты из двух аккаунтов в Instagram.
29 февраля 2024 года, после «голой» вечеринки, сообщила в своём телеграм-канале о просмотре послания Владимира Путина Федеральному собранию и готовности поддержать его на грядущих выборах президента.
2 мая 2024 года сообщила, что посещала оккупированные Россией территории Украины, в том числе разрушенный Мариуполь, который «активно восстанавливается» и «слушала войну» на линии соприкосновения. Также Ивлеева изменила своё отношение к российскому нападению на Украину, Алексею Навальному и Владимиру Путину. Так она заявила, что когда выкладывала антивоенный пост, у неё «не было ни разбора, ни понимания, ни знания каких-либо исторических данных», Алексея Навального никогда не поддерживала и «подверглась модному течению», а к Владимиру Путину она всегда относилась «с симпатией». Также Ивлеева заявила, что оказывает поддержку российским военным, показав видео, где российский военный благодарит её за помощь в покупке автобуса и БПЛА.

## Шоу

### AgentShow
| 1                     | Регина Тодоренко                                               | 25.07.2018 |
| 2                     | Наталья Рудова и Мария Миногарова                              | 01.08.2018 |
| 3                     | Дима Билан                                                     | 08.08.2018 |
| 4                     | Антон Птушкин                                                  | 15.08.2018 |
| 5                     | Павел и Мария Погребняк                                        | 22.08.2018 |
| 6                     | Екатерина Варнава                                              | 29.08.2018 |
| 7                     | Ида Галич и Алан Басиев                                        | 05.09.2018 |
| 8                     | Александр Ревва                                                | 10.10.2018 |
| 9                     | T-killah и Мария Белова                                        | 18.10.2018 |
| 10                    | Ольга Серябкина                                                | 24.10.2018 |
| 11                    | Эльдар Джарахов                                                | 31.10.2018 |
| 12                    | Лилия Абрамова (Tatarka FM) и Андрей Борисов (Gan_13_)         | 07.11.2018 |
| 13                    | Сергей Лазарев                                                 | 14.11.2018 |
| 14                    | Антон Иванов, Алексей Смирнов и Илья Соболев                   | 21.11.2018 |
| AgentShow экслюзив VK |                                                                |            |
| 1                     | Наташа Гасанханова                                             | 06.07.2023 |
| 2                     | Роман Каграманов                                               | 12.07.2023 |
| 3                     | Xolidayboy                                                     | 20.07.2023 |
| 4                     | Янчик                                                          | 02.08.2023 |
| 5                     | Александр Рогов                                                | 09.08.2023 |
| 6                     | Алёна Блин                                                     | 19.08.2023 |
| 7                     | Лёша Жидковский                                                | 28.08.2023 |
| 8                     | Отар Кушанашвили                                               | 06.09.2023 |
| 9                     | Юля Коваль                                                     | 06.12.2023 |
| 10                    | Богдан Титомир                                                 | 12.12.2023 |
| 11                    | Супер Стас                                                     | 20.12.2023 |
| AgentShow 2.0         |                                                                |            |
| 1                     | Feduk                                                          | 13.03.2019 |
| 2                     | Александр Гудков                                               | 20.03.2019 |
| 3                     | Big Russian Boss                                               | 27.03.2019 |
| 4                     | HammAli & Navai                                                | 03.04.2019 |
| 5                     | Андрей Бедняков                                                | 10.04.2019 |
| 6                     | Максим Галкин                                                  | 17.04.2019 |
| 7                     | Мальбэк & Сюзанна                                              | 24.04.2019 |
| 8                     | Михаил Литвин                                                  | 01.05.2019 |
| 9                     | Юрий Музыченко                                                 | 08.05.2019 |
| 10                    | Азамат Мусагалиев                                              | 15.05.2019 |
| 11                    | Марьяна Ро                                                     | 29.05.2019 |
| 12                    | «Импровизация»                                                 | 12.06.2019 |
| 13                    | Шура                                                           | 19.06.2019 |
| 14                    | Любовь Успенская                                               | 26.06.2019 |
| 15                    | Тимур Батрутдинов                                              | 03.07.2019 |
| 16                    | Олег Газманов                                                  | 10.07.2019 |
| 17                    | Лолита                                                         | 25.07.2019 |
| AgentShow Land        |                                                                |            |
| 1                     | Тима Белорусских                                               | 26.02.2020 |
| 2                     | NILETTO                                                        | 04.03.2020 |
| 3                     | Instasamka                                                     | 11.03.2020 |
| 4                     | Елена Темникова                                                | 18.03.2020 |
| 5                     | Zivert                                                         | 25.03.2020 |
| 6                     | Мигель                                                         | 01.04.2020 |
| AgentShow 3.0 Dacha   |                                                                |            |
| 1                     | Сергей Жуков                                                   | 18.08.2022 |
| 2                     | Михаил Литвин                                                  | 24.08.2022 |
| 3                     | Даня Милохин                                                   | 31.08.2022 |
| 4                     | Слава Бустер                                                   | 07.09.2022 |
| 5                     | Фёдор Смолов                                                   | 14.09.2022 |
| 6                     | Дима Масленников                                               | 21.09.2022 |
| 7                     | Илья Яцкевич (Exile)                                           | 29.09.2022 |
| 8                     | Эльдар Джарахов и Sqwoz Bab                                    | 05.10.2022 |
| 9                     | Soda Luv                                                       | 19.10.2022 |
| 10                    | Карина Karrambaby                                              | 26.10.2022 |
| 11                    | Алексей Деревяшкин (Koresh) и Александр Парадеев (Paradeev1ch) | 02.11.2022 |
| 12                    | Денис Дорохов                                                  | 16.11.2022 |
| 13                    | Баста                                                          | 30.11.2022 |
| 14                    | Anastasiz                                                      | 07.12.2022 |
| 15                    | Константин Ивлев                                               | 21.12.2022 |

### З.Б.С. Шоу
| Список выпусков З.Б.С. Шоу | Список выпусков З.Б.С. Шоу | Список выпусков З.Б.С. Шоу | Список выпусков З.Б.С. Шоу |
| З.Б.С. Шоу                 | №                          | Гости                      | Дата                       |
| -------------------------- | -------------------------- | -------------------------- | -------------------------- |
| З.Б.С. Шоу                 | 1                          | Николай Басков             | 20.07.2020                 |
| З.Б.С. Шоу                 | 2                          | Даня Милохин               | 19.08.2020                 |
| З.Б.С. Шоу                 | 3                          | Илья Прусикин (Little Big) | 26.08.2020                 |
| З.Б.С. Шоу                 | 4                          | Дина Саева                 | 09.09.2020                 |
| З.Б.С. Шоу                 | 5                          | Дима Масленников           | 24.09.2020                 |
| З.Б.С. Шоу                 | 6                          | Витя АК                    | 15.10.2020                 |
| З.Б.С. Шоу                 | 7                          | Роман Каграманов           | 21.10.2020                 |
| З.Б.С. Шоу                 | 8                          | Макс +100500               | 12.11.2020                 |
| З.Б.С. Шоу                 | 9                          | Дискотека Авария           | 18.11.2020                 |
| З.Б.С. Шоу                 | 10                         | Клава Кока                 | 02.12.2020                 |

### Драг-шоу «Королевские кобры»
| Список выпусков драг-шоу «Королевские кобры» | Список выпусков драг-шоу «Королевские кобры» | Список выпусков драг-шоу «Королевские кобры» | Список выпусков драг-шоу «Королевские кобры» |
| «Королевские кобры»                          | №                                            | Гости                                        | Дата                                         |
| -------------------------------------------- | -------------------------------------------- | -------------------------------------------- | -------------------------------------------- |
| «Королевские кобры»                          | 1                                            | Александр Гудков                             | 29.09.2021                                   |
| «Королевские кобры»                          | 2                                            | Ксения Собчак                                | 19.10.2021                                   |
| «Королевские кобры»                          | 3                                            | Мигель                                       | 27.10.2021                                   |
| «Королевские кобры»                          | 4                                            | Егор Крид                                    | 10.11.2021                                   |
| «Королевские кобры»                          | 5                                            | Эвелина Гранд                                | 01.12.2021                                   |
| «Королевские кобры»                          | 6                                            | Денис Дорохов                                | 14.01.2022                                   |

## Фильмография
| Год       |    | Название                                                  | Роль                                 |
| --------- | -- | --------------------------------------------------------- | ------------------------------------ |
| 2016      | ф  | Можно ВСЁ!                                                | ведущая                              |
| 2017—2020 | с  | Орёл и решка                                              | ведущая                              |
| 2018      | с  | Ривердейл                                                 | Шерил (озвучка)                      |
| 2018      | ф  | Бабушка лёгкого поведения 2. Престарелые мстители         | Анастасия Ивлеева (ведущая новостей) |
| 2019      | ф  | Орёл и Решка. Новый год двух столиц. (специальный выпуск) | ведущая                              |
| 2019      | ф  | Туристическая полиция                                     | Лера                                 |
| 2020      | ки | Cyberpunk 2077                                            | Карина Ли (озвучка)                  |
| 2022      | с  | Монастырь                                                 | Мария                                |
| 2022      | с  | Сердце Ивлеевой                                           | участница                            |

## Награды и номинации

### Награды
| Год             | Премия                 | Категория                        | Результат |
| --------------- | ---------------------- | -------------------------------- | --------- |
| 13 ноября 2017  | Премия журнала Glamour | Женщина года (Преображение года) | Победа    |
| 12 декабря 2017 | NeForum Awards         | Самый яркий вайнер Instagram     | Победа    |
| 27 февраля 2018 | Премия «Леди Mail.Ru»  | Лучший вайнер («Истина в вайне») | Победа    |

### Рейтинги
| Дата | Название                                          | Место   |
| ---- | ------------------------------------------------- | ------- |
| 2017 | Рейтинг Maxim: 100 сексуальных женщин России 2017 | 9 место |
| 2018 | Рейтинг Maxim: 100 сексуальных женщин России 2018 | 3 место |

В 2022 году заняла 4 место в рейтинге инфлюенсеров-блогеров Romir Influence Ranking.